# کوشکک (آشتیان)
کوشکک روستایی از توابع بخش مرکزی شهرستان آشتیان در استان مرکزی ایران است. کوشکک در لغت به معنای قصر یا کوشک کوچک است و قدمت آن دقیقاً مشخص نیست ولی برخی ساکنین قدیمی وجود آن را به چندین قرن قبل نسبت می‌دهند. ساکنان اصلی آن به زبان فارسی با لهجه خاص این روستا (کوشککی) صحبت می‌کنند.
کوشکک یک روستای قدیمی است که به دلیل نبودن شغل و امکانات جمعیت آن رو به نزول است. امروزه عمده ساکنین بومی آن به شهرهای اطراف از جمله قم، آشتیان، تهران و اراکمهاجرت کرده‌اند ولی برخی ساکنین جدید با احداث ویلا در آن به صورت موقت اقامت گزیده‌اند یا محل سکونت خود را به اقامتگاه بوم گردی تبدیل کرده‌اند. این روستا از لحاظ جغرافیایی از جاده اصلی که به سمت آشتیان می‌رود حدود ۵ کیلومتر فاصله دارد. این جاده به صورت آسفالته تا دهانه روستا کشیده شده است. اطراف کوشکک را تپه‌ها و کوه‌ها فراگرفته اند. زمین‌های هموار اطراف ده را نیز زمین‌های کشاورزی دربر گرفته‌اند. محصول اصلی این روستا گندم است که به دو صورت آبی و دیم در آن کشت می‌شود. با این حال باغات زیادی نیز به خصص در پایین دست ده وجود دارد که محصول اصلی آنها انگور می‌باشد.
این روستا به کلیه امکانات آب سالم، برق سراسری، گاز لوله‌کشی و تلفن ثابت و همراه دسترسی دارد. تأمین اصلی آب روستا از طریق سلسله چاه‌های یک قنات بسیار قدیمی تأمین می‌شود که البته در معرض ویرانی بوده و اخیراً به خاطر تغییراتی غیراصولی که روی آن انجام داده‌اند موجب کاهش و گاهی قطع آب آن شده‌اند. آب قنات به‌طور معمول برای استفاده کشاورزی به کار می‌رود؛ هرچند که در زمان‌های پیشتر به عنوان منبع آب شرب نیز مورد استفاده بوده است. آب قنات به دو استخر که درمرکز روستا (جلوی مسجد) واقع شده‌اند وارد شده و پس از جمع شدن به سمت کشت و کارهای اطراف روستا روانه می‌شود. هم‌اکنون یک منبع آب شرب در کنار روستا که از طریق آب چاه تأمین می‌شود نیز موجود است (تأسیس ۱۳۶۹) که آب آشامیدنی و لوله‌کشی روستا از آن تأمین می‌شود. منابع آبی روستا به‌طور معمول به‌طور سالانه کلر زنی می‌شود.
آب و هوای این روستا از نوع نیمه خشک می‌باشد و هوایی بسیار مطبوع و تمیز دارد. در شب‌های بدون ابر تعداد بسیار زیادی ستاره را می‌توان در آسمان روستا مشاهده کرد.
پوشش گیاهی این روستا به خصوص درختان توت و همچنین برخی درختان میوه دیگر می‌باشد. از نظر تنوع گیاهی در اطراف روستا گونه‌های گیاهی زیادی از جمله گون، انواع خار، تره کوهی، خاکشیر، شنگ، شقایق و غیره و همچنین انواعی از گونه‌های جانوری و حشرات از جمله خرگوش، گرگ، روباه، موش صحرایی، مار، قورباغه، پروانه، ملخ، مارمولک، سوسمار، گنجشک، شاهین، کلاغ و زاغچه، دارکوب (شانه به سر) و غیره را می‌توان مشاهده کرد. البته به واسطه عدم رعایت اصول زیست‌محیطی اخیراً تعداد گونه‌های جانوری و گیاهی این خطه به شدت کاهش یافته است. برای مثال تپه‌های بکر اطراف روستا به زمین کشاورزی تبدیل شده‌اند و حتی قنات روستا به دلیل مشکلات مهندسی خشک شده است.
از لحاظ معماری در خانه‌های قدیمی که بیشتر آنها به دلیل مهاجرت سکنه رو به ویرانی هستند خانه‌ها از جنس خشت گلی و با سبک طاق منحنی خشتی یا تیرچوبی می‌باشند. البته خانه‌های تازه تأسیس و ویلایی به از جنس آهن و بتن هستند و سقف‌های آنها شیروانی می‌باشد. یکی از قدیمی‌ترین ساختمان‌های این روستا حمام قدیمی آن می‌باشد که به به صورت محرابی و به سبک ساسانیان ساخته شده است. متأسفانه پس از احداث حمام عمومی جدید بتنی در اوایل انقلاب و از کاربرد خارج شدن این حمام سنتی رو به ویرانی می‌باشد. این حمام شامل یک خزینه نیز می‌باشد که شبیه جکوزی حمام‌های مدرن می‌باشد. لازم است ذکر شود که مدرسه این روستا (شهدای کوشکک) نیز که به صورت بتنی ساخته شده است به دلیل خالی از سکنه شدن روستا به ویلای خصوصی تبدیل شده است.
از لحاظ سیاسی در دوره قاجار و پهلوی اول این روستا به صورت اربابی (حکمرانی خان‌ها) اداره می‌شده است ولی پس از آن به صورت شورایی اداره می‌شود.

## جمعیت
این روستا در دهستان مزرعه نو قرار دارد و براساس سرشماری مرکز آمار ایران در سال ۱۳۹۵، جمعیت آن ۲۴ نفر (۱۱ خانوار) بوده است.